# Дмитров (летописный город)
Дмитров — древнерусский город, единожды упоминаемый в Ипатьевской летописи под 1183 (6691) годом: «придоша измалтяне безбожнѣи половци на Русь воеватъ ко Дмитрову съ оканьным Кончакомъ и съ Глѣбомъ Тириевичемь, и Божьемь заступлениемь и не бысть пакости от нихъ».
Существует несколько версий касаемо локализации древнерусского Дмитрова. Одну из версией выдвинул выдающийся советский археолог Ю. А. Липкинг, который высказал ряд аргументов в пользу того, что летописный Дмитров находился возле современного города Дмитриева Курской области, на месте Старгородского городища (сейчас село так и называется Старый город). Следует, однако учесть, что параллельно существует ряд других версий относительно атрибуции Старогородского городища. В отношении летописного Дмитрова также есть ничем не аргументированная версия, согласно которой Дмитров находился где-то на территории Переяславского княжества.
Летописный Дмитров встречается в историческом романе Владимира Малика «Князь Игорь. Витязи червлёных щитов».